# Bălțătești
Baltatesti là một xã thuộc hạt Neamț, România. Dân số thời điểm năm 2002 là 6715 người.